# Ферубки
Ферубки (укр. Ферубки) — село в Семёновском районе Черниговской области Украины. Население 40 человек. Занимает площадь 0,18 км².
Код КОАТУУ: 7424783502. Почтовый индекс: 21742. Телефонный код: +380 4659.

## Власть
Орган местного самоуправления — Машевский сельский совет. Почтовый адрес: 15460, Черниговская обл., Семёновский р-н, с. Машево, ул. Богдана Хмельницкого, 2.